# Microdrosophila honoghensis
Microdrosophila honoghensis är en tvåvingeart som beskrevs av Zhang 1989. Microdrosophila honoghensis ingår i släktet Microdrosophila och familjen daggflugor. Inga underarter finns listade i Catalogue of Life.